# IC 1021
IC 1021 је спирална галаксија у сазвјежђу Волар која се налази на листи објеката дубоког неба у Индекс каталогу.
Деклинација објекта је + 20° 39' 18" а ректасцензија 14h 29m 17,0s. Привидна величина (магнитуда) објекта IC 1021 износи 14,4 а фотографска магнитуда 15,3. IC 1021 је још познат и под ознакама UGC 9296, MCG 4-34-38, CGCG 133-71, NPM1G +20.0393, PGC 51764.